# Pium
Pium é um município do estado do Tocantins, no Brasil. Foi criado em 23 de junho de 1953 e instalado em 1 de janeiro de 1954. Segundo o censo demográfico 2022 do Instituto Brasileiro de Geografia e Estatística, o município de Pium possui uma área de 10 013,794 quilômetros quadrados e uma população de 7 128 habitantes, com uma densidade demográfica de 0,67 habitantes por quilômetro quadrado. Localiza-se a uma latitude 10º26'33" sul e a uma longitude 49º10'56" oeste, estando a uma altitude de 249 metros. Nossa Senhora do Carmo é a padroeira da cidade, recebendo, anualmente, festejos em sua homenagem no dia 16 de julho.
Pium está localizado a 124 quilômetros da capital do estado, Palmas. Situa-se na Região Centro-Oeste do estado, com acesso ao Parque Nacional do Araguaia. Limita-se ao norte com o município de Marianópolis do Tocantins e o estado do Pará; ao sul, com os municípios de Cristalândia e Lagoa da Confusão; a leste; com os municípios de Nova Rosalândia, Pugmil e Paraíso do Tocantins; a oeste com os estados do Pará e Mato Grosso. Pium é banhado pelos rios Araguaia, Javaés, Coco, Pium, Riozinho e Formoso.
As principais rodovias de acesso são: TO-265, TO-438 e TO-080. O clima do município é quente e úmido, com máximas pluviométricas entre os meses de novembro e fevereiro. O relevo é caracterizado pela presença de Planaltos Sedimentares, formando as chapadas e as serras. Seu solo é arenoargiloso com alto teor de acidez. Na vegetação, apresenta floresta típica do cerrado, áreas de várzeas e, mais ao norte, floresta amazônica. Pium está a 249 metros de altitude acima do nível do mar.

## Etimologia
"Pium" deriva do tupi antigo pi'um, que significa "borrachudo". Seus habitantes são chamados piunenses.

## Economia
A economia do município está baseada na agricultura e pecuária. Os maiores cultivos são o arroz, a soja, o abacaxi e a banana. Cultivam-se, também, mandioca, feijão e milho. A base da pecuária é o gado de corte, com cria e recria. E também a produção de leite, que fornece o leite para a comunidade. Há ainda, no município, pequenos rebanhos de suínos, caprinos e equinos.
Outra atividade econômica praticada, ainda que em menor escala, é o extrativismo vegetal, com a cultura permanente de seringueira em várias fazendas da região, o que faz Pium ser considerado um dos municípios produtores de borracha no estado. Estas atividades econômicas são realizadas nas fazendas da região, mas principalmente nos assentamentos rurais, entre eles: Macaúba, Pericatu, Barranco do Mundo, Floresta, Toledo, Santo Antônio. Com o apoio de algumas associações de produtores rurais, entre elas: Provi, Alegria e Morro Preto.

## Influência na Arte
O nome da cidade inspirou o romance de um dos seus filhos, Eli Brasiliense, um dos vultos do regionalismo brasileiro.